# داني هال (لاعب كريكت)
داني هال (3 نوفمبر 1944 - ) (بالإنجليزية: Danny Hall)‏ هو لاعب كريكت بريطاني.